# Thỏ đảo Tres Marias
Thỏ đảo Tres Marias (danh pháp khoa học: Sylvilagus graysoni) là một loài động vật có vú trong họ Leporidae, bộ Thỏ. Loài này được J. A. Allen mô tả năm 1877.

## Distribution and habitat
Thỏ đảo Tres Marias là loài đặc hữu quần đảo Tres Marias, thuộc bang Nayarit của Mexico. Loài thỏ này được tìm thấy nhiều ở cả đảo Madre và Magdalena nhưng chỉ có một số lần xuất hiện ở đảo Cleofa. Môi trường sống tự nhiên của chúng là rừng khô nhiệt đới hoặc cận nhiệt đới.